# تومي هامبسون
تومي هامبسون (بالإنجليزية: Tommy Hampson)‏ (2 مايو 1898 في المملكة المتحدة - ) هو لاعب كرة قدم بريطاني (وحمل سابقاً جنسية المملكة المتحدة لبريطانيا العظمى وأيرلندا) في مركز حراسة المرمى. لعب مع بلاكبيرن روفرز وكارديف سيتي ونادي بيرنلي ونوتس كاونتي ووست هام يونايتد ودارلينجتون إف سى.